# 日本型排外主義
日本型排外主義（にほんがたはいがいしゅぎ）とは、2014年2月22日に名古屋大学出版会から出版された書籍の名称。著者は樋口直人。現代の日本における「在日コリアンに対する排外主義運動」を批判している書籍である。なぜ日本型排外主義というのが起こり、そしてどのようにして人々が集まるようになってきたかが国内外のデータや調査を元として述べられている。インターネットが普及してから人々というのは、テレビで報道されていない事柄を発見できるようになり、これに加えて動画サイトに投稿されているデモ活動の動画のインパクトから参加者を引き付けているということが特徴としている。外国人参政権と国境問題の争点が組み合わされていることからも排外主義が起こっているとし、中国脅威論が台頭してきた頃に尖閣諸島中国漁船衝突事件が発生し、これにより国境地帯の安全保障化が進み、同時に本来には無関係である外国人参政権も安全保障問題と結び付けられていったと主張している。